# Marc Aillet

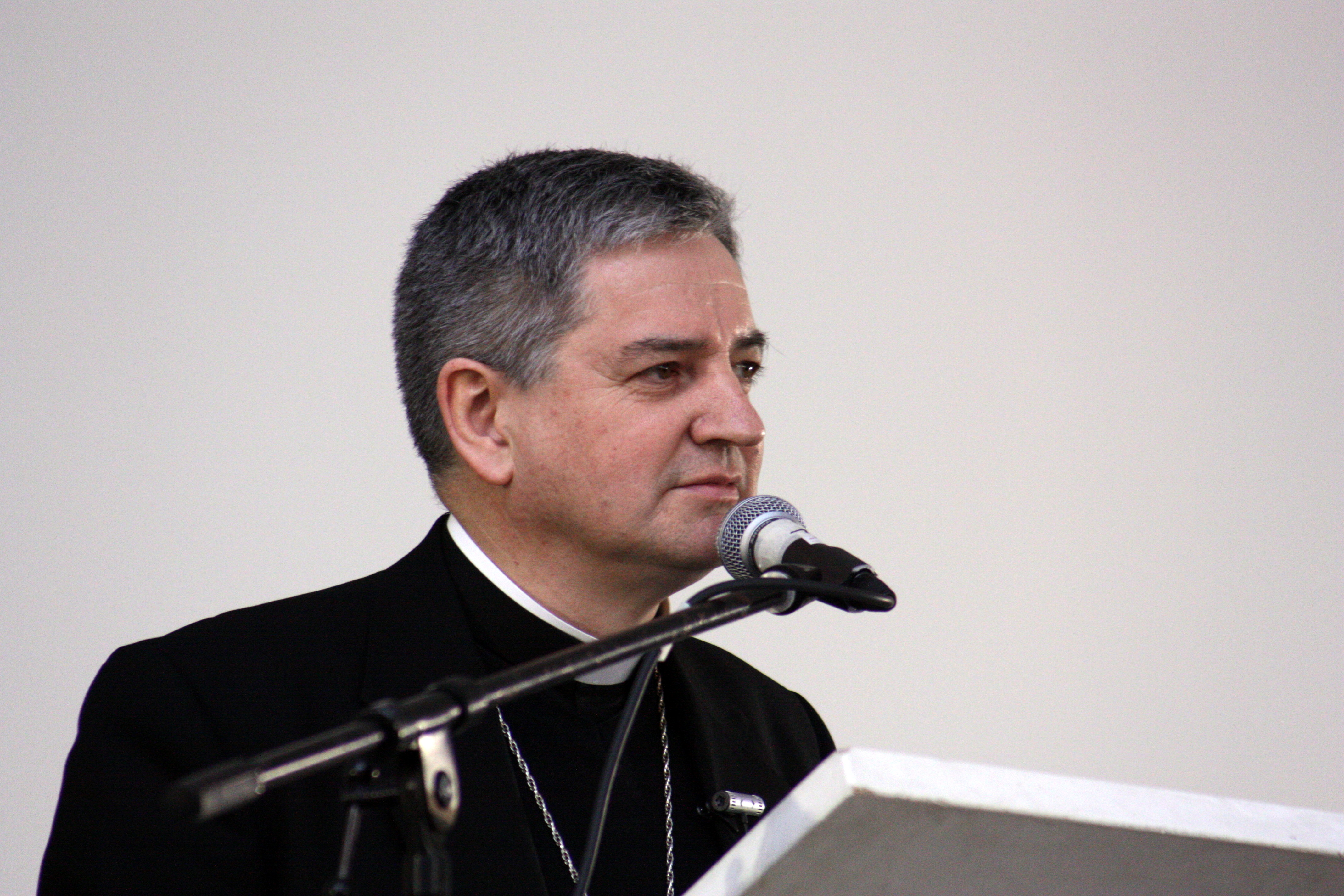
Bischof Marc Aillet

Wappen von Bischof Marc Aillet

Marc Marie Max Aillet (* 17. April 1957 in Parakou, Benin) ist ein römisch-katholischer Geistlicher und Bischof von Bayonne.

## Leben
Marc Aillet empfing am 3. Juli 1982 durch Erzbischof von Genua, Giuseppe Kardinal Siri, das Sakrament der Priesterweihe.
Am 15. Oktober 2008 ernannte ihn Papst Benedikt XVI. zum Bischof von Bayonne. Der Erzbischof von Bordeaux, Jean-Pierre Kardinal Ricard, spendete ihm am 30. November desselben Jahres die Bischofsweihe; Mitkonsekratoren waren der emeritierte Bischof von Bayonne, Pierre Molères, und der Bischof von Fréjus-Toulon, Dominique Rey.
Aillet ist Mitglied der Priestergemeinschaft Sankt Martin.